# Dinotopia (miniserial)

Napis Dinotopia po angielsku oraz w dinotopiańskim piśmie.

Dinotopia – trzyodcinkowy miniserial emitowany przez telewizyjną stację Polsat i obecnie Puls. Jego akcja dzieje się w Dinotopii, świecie wykreowanym przez Jamesa Gurneya, w którym ludzie i dinozaury żyją w harmonii, tworząc niezwykłe społeczeństwo. Jedną z głównych ról odgrywa aktor znany z serialu Skazany na śmierć, Wentworth Miller.

## Fabuła
Frank Scott (Stuart Wilson) bogaty Amerykanin wyrusza w podróż wraz ze swoimi nastoletnimi synami: Karlem (Tyron Leitso) i Davidem (Wenthworth Miller). W trakcie lotu Karl przejmuje stery od ojca, a ten zasypia. Rodzina trafia na burzę. Chłopcy budzą ojca, aby ten przejął stery, nim samolot się rozbije. Niestety, dochodzi do wypadku – rozbijają się niedaleko wyspy. Frank ratuje swoich synów, jednak jego pasy bezpieczeństwa nie otwierają się, co doprowadza do jego śmierci.
Karl i David wkrótce docierają do brzegu wyspy. Szukając pomocy spotykają mężczyznę o imieniu Cyrus Crabb, który prowadzi ich do Waterfall City, stolicy Dinotopii, ukrytej cywilizacji, w której się znaleźli. W tym świecie ludzie i dinozaury prowadzą pokojową koegzystencję. Niektóre z nich są obdarzone ludzką inteligencją i doskonale mówią po angielsku, w tym Troodon o imieniu Zippo.
Wśród wielu przepisów istniejących w Dinotopii dla rozbitków najbardziej istotny jest jeden – kto raz postawił stopę na wyspie nie ma prawa jej opuścić. Karl i David próbują dostosować się do otaczającej ich rzeczywistości, jednocześnie zaprzyjaźniając się z młodą Marion, przyszłą „matriarchą” Dinotopii. Chłopcy dowiadują się też, że według legendy lud wyspy żył w całkowitej ciemności, nim zostały odnalezione niezwykłe, dające światło kamienie.
W międzyczasie Cyrus kradnie książki i artefakty, starając się znaleźć wskazówki dotyczące ucieczki z wyspy. Zippo odkrywa jego zamiary, jednak mężczyzna powala go, wkłada do worka i wrzuca do kanału. Tymczasem Karl znajduje jajo Dino i zostaje samotnie wysłany na wyprawę. Kamienie słoneczne w tajemniczy sposób gasną
, co powoduje atak nieprzyjaznych dinozaurów.

## Obsada
- Wentworth Miller jako David Scott
- Tyron Leitso jako Karl Scott
- David Thewlis jako Cyrus Crabb
- Katie Carr jako Marion Waldo
- Jim Carter jako Mayor Waldo Seville
- Alice Krige jako Rosemary Waldo
- Colin Salmon jako Oonu
- Hannah Yelland jako Romana Denison
- Lee Evans jako Zippo
- Terry Jones jako Messenger Bird
- Stuart Wilson jako Frank Scott
- Anna Maguire jako Samantha.
- Geraldine Chaplin jako Babcia Oriana

## Gatunki dinozaurów występujące w serialu
- - Ankylosaurus
  - Brachiosaurus
  - Chasmosaurus
  - Parasaurolophus
  - Mosasaurus
  - Pteranodon
  - Quetzalcoatlus
  - Stegosaurus
  - Dunkleosteus
  - Troodon
  - Tyrannosaurus rex
  - Triceratops
  - Dimorphodon